# لئونورا ۶۹۶
سیارک ۶۹۶ (به انگلیسی: 696 Leonora، نامگذاری:1910JJ) ششصد و نود و ششمین سیارک کشف شده‌است که در ۱۰ ژانویه ۱۹۱۰ کشف شد.
قدر مطلق سیارک برابر ۹٫۰۰ است.